# تشارلز أرماند إتيان توماس
تشارلز أرماند إتيان توماس (بالفرنسية: Charles Armand Etienne Thomas)‏ هو رسام فرنسي، ولد في 1857 في باريس في فرنسا، وتوفي بنفس المكان في 1 أبريل 1892.